# Grand Prix Formule 1 van Groot-Brittannië 1985
De Grand Prix Formule 1 van Groot-Brittannië 1985 werd verreden op 21 juli op het circuit van Silverstone. Het was de achtste race van het seizoen.

## Uitslag
| Positie | Nummer | Rijder             | Team                   | Ronden | Tijd/Opgave         | Startplaats | Punten |
| ------- | ------ | ------------------ | ---------------------- | ------ | ------------------- | ----------- | ------ |
| 1       | 2      | Alain Prost        | McLaren-TAG            | 65     | 1:18:10.436         | 3           | 9      |
| 2       | 27     | Michele Alboreto   | Ferrari                | 64     | + 1 Ronde           | 6           | 6      |
| 3       | 26     | Jacques Laffite    | Ligier-Renault         | 64     | + 1 Ronde           | 16          | 4      |
| 4       | 7      | Nelson Piquet      | Brabham-BMW            | 64     | + 1 Ronde           | 2           | 3      |
| 5       | 16     | Derek Warwick      | Renault                | 64     | + 1 Ronde           | 12          | 2      |
| 6       | 8      | Marc Surer         | Brabham-BMW            | 63     | + 2 Rondes          | 15          | 1      |
| 7       | 4      | Martin Brundle     | Tyrrell-Renault        | 63     | +2 Rondes           | 20          |        |
| 8       | 17     | Gerhard Berger     | Arrows-BMW             | 63     | + 2 Rondes          | 17          |        |
| 9       | 22     | Riccardo Patrese   | Alfa Romeo             | 62     | + 3 Rondes          | 14          |        |
| 10      | 12     | Ayrton Senna       | Lotus-Renault          | 60     | Injectie            | 4           |        |
| 11      | 4      | Stefan Bellof      | Tyrrell-Ford           | 59     | + 6 Rondes          | 26          |        |
| NF      | 1      | Niki Lauda         | McLaren-TAG            | 57     | Elektrisch probleem | 10          |        |
| NF      | 18     | Thierry Boutsen    | Arrows-BMW             | 57     | Spin                | 19          |        |
| NF      | 25     | Andrea de Cesaris  | Ligier-Renault         | 41     | Koppeling           | 7           |        |
| NF      | 29     | Pierluigi Martini  | Minardi-Motori Moderni | 38     | Transmissie         | 23          |        |
| NC      | 11     | Elio de Angelis    | Lotus-Renault          | 37     | Niet geklasseerd    | 8           |        |
| NF      | 9      | Manfred Winkelhock | RAM-Hart               | 28     | Turbo               | 18          |        |
| NF      | 6      | Keke Rosberg       | Williams-Honda         | 21     | Uitlaat             | 1           |        |
| NF      | 5      | Nigel Mansell      | Williams-Honda         | 17     | Koppeling           | 5           |        |
| NF      | 23     | Eddie Cheever      | Alfa Romeo             | 17     | Turbo               | 22          |        |
| NF      | 30     | Jonathan Palmer    | Zakspeed               | 6      | Motor               | 24          |        |
| NF      | 19     | Teo Fabi           | Toleman-Hart           | 4      | Transmissie         | 9           |        |
| NF      | 28     | Stefan Johansson   | Ferrari                | 1      | Ongeluk             | 11          |        |
| NF      | 15     | Patrick Tambay     | Renault                | 0      | Spin                | 13          |        |
| NF      | 10     | Philippe Alliot    | RAM-Hart               | 0      | Ongeluk             | 21          |        |
| NF      | 24     | Piercarlo Ghinzani | Osella-Alfa Romeo      | 0      | Ongeluk             | 25          |        |

## Wetenswaardigheid
- De race moest 66 ronden duren, maar werd door een fout een ronde te vroeg afgevlagd.

## Statistieken
| Pole-position | Keke Rosberg | Williams-Honda | 1:05.591 |
| Snelste ronde | Alain Prost  | McLaren-TAG    | 1:09.886 |

1926 · 1927 · 1948 · 1949 · 1950 · 1951 · 1952 · 1953 · 1954 · 1955 · 1956 · 1957 · 1958 · 1959 · 1960 · 1961 · 1962 · 1963 · 1964 · 1965 · 1966 · 1967 · 1968 · 1969 · 1970 · 1971 · 1972 · 1973 · 1974 · 1975 · 1976 · 1977 · 1978 · 1979 · 1980 · 1981 · 1982 · 1983 · 1984 · 1985 · 1986 · 1987 · 1988 · 1989 · 1990 · 1991 · 1992 · 1993 · 1994 · 1995 · 1996 · 1997 · 1998 · 1999 · 2000 · 2001 · 2002 · 2003 · 2004 · 2005 · 2006 · 2007 · 2008 · 2009 · 2010 · 2011 · 2012 · 2013 · 2014 · 2015 · 2016 · 2017 · 2018 · 2019 · 2020 · 2021 · 2022 · 2023 · 2024 · 2025 · 2026 · 2027 · 2028 · 2029 · 2030 · 2031 · 2032 · 2033 · 2034